# Þingvellir
Þingvellir (islandski za "Polje sabora") je povijesni lokalitet u općini Bláskógabyggð u južnom Islandu koje je 930. godine bilo mjesto osnivanja najstarijeg parlamenta na svijetu koji je još uvijek aktivan (a koji se tu održavao sve do 1789. god.), islandskog Alþingi ("Vijeće").
Þingvellir se nalazi u blizini poluotoka Reykjanes, kod vulkana Hengill koji su dio doline Srednjeatlanskog grebena. Tu se nalazi i najveće prirodno jezero na Islandu, Þingvallavatn.
Zbog toga je 1930. godine osnovan Nacionalni park Þingvellir kako bi se zaštitili ostaci starog parlamenta, a kasnije proširen kako bi se zaštitio prirodni okoliš oko lokaliteta. Þingvellir nacionalni park je bio prvi na Islandu koji je danas velika turistička atrakcija, a zbog svoje povijesne, kulturne i geološke vrijednosti je 2008. godine upisan na UNESCO-ov popis mjesta svjetske baštine u Europi.

## Povijest
Na ovom mjestu su se oko 930. godine, uglavnom norveški Vikinzi, jednom godišnje dva tjedna u lipnju sastajali na tradicionalnom zakonodavnoj i sudskoj skupštini, tzv. Althingu. Nakon onih u staroj Grčkoj, to je bio najstariji parlament na svijetu koji je na ovom mjestu opstao sve do 1798. godine kad su ga Danci ukinuli.
God. 1000. na ovom saboru je usvojeno kršćanstvo kao jedina religija na Islandu.
Na ovom povijesnom mjestu je također, 17. lipnja 1944. godine, Republika Island proglasila neovisnost, a 1994. god. proslavio svoju pedesetu obljetnicu.
Čak i danas, na rubu trga i Sabora, te na nekoliko mjesta u kanjonu mogu se vidjeti trošni i obrasli kameni zidovi s artefaktima iz vremena održavanja Althinga, zaštićeni ceradama.
- Mjesto održavanja Althinga u Thingvelliru
- Prikaz održavanja Althinga (W.G. Collingwood)
- Nacionalni park Thingvellir
- Rijeka Öxará
- Slap Oexarafoss

## Vanjske poveznice
- Službena stranica Nacionalnog parka  Arhivirana inačica izvorne stranice od 22. listopada 2008. (Wayback Machine) (engl.)
- Fotografije Þingvellira na ICELANDPHOTOBLOG.COM

### Ostali projekti
|  | Zajednički poslužitelj ima još gradiva o temi Þingvellir |